# Joseph Stella

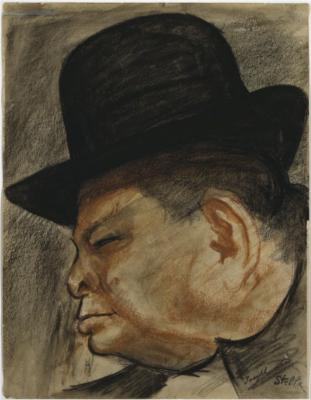
Selbstporträt (undatiert)

Joseph Stella (* 13. Juni 1877 in Muro Lucano, Italien; † 5. November 1946 in New York City; geboren als Giuseppe Michele Stella) war ein italienisch-amerikanischer Maler.

## Leben und Werk

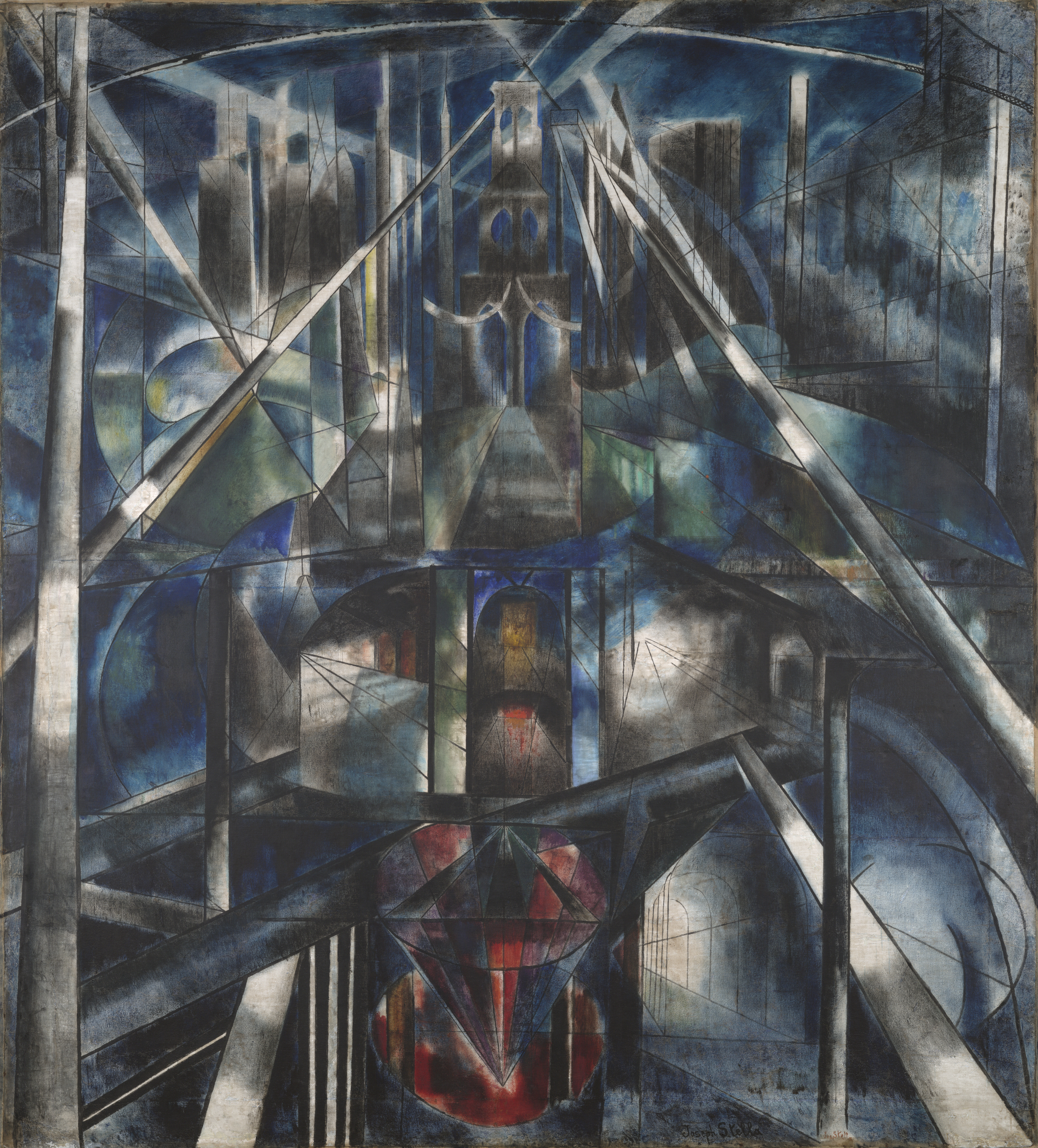
Brooklyn Bridge (1919–20)

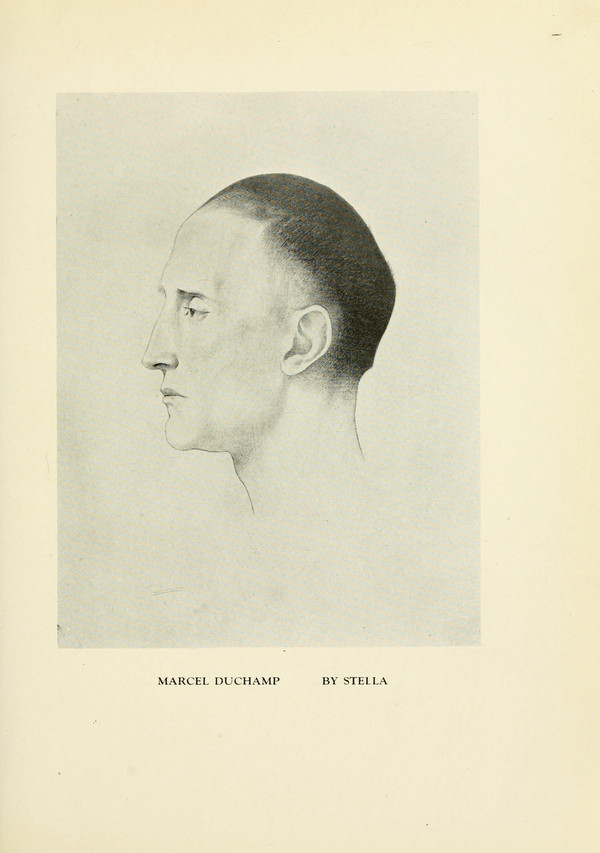
Marcel Duchamp (1920)

Stella, in Italien geboren, zog 1896 nach New York, um Medizin und Pharmakologie zu studieren. Dort nahm er die englische Version seines Vornamens Joseph anstelle von Giuseppe an. 1897 begann er mit der Malerei und studierte an der Art Students League, danach an der New York School of Art bei William Merritt Chase. 1910, zurück in Europa, besuchte er für ein Jahr Italien und ging dann nach Paris, wo er auf Henri Matisse, Pablo Picasso sowie auf die italienischen Futuristen Umberto Boccioni, Carlo Carrà und Gino Severini traf. 1912, wieder zurück in New York, stellte er 1913 in der bahnbrechenden Armory Show aus.
1923 erhielt Stella die amerikanische Staatsbürgerschaft. Zwischen 1920 und 1930 unternahm er mehrere Reisen ins Ausland.
Bis zum Beginn der 1920er Jahre war seine Malerei von den Futuristen in Paris beeinflusst.
Danach wurde seine Kunst vom Realismus, Surrealismus und der abstrakten Malerei beeinflusst. Gegen Ende seines Lebens fertigte er kleine Collagen im Stil von Paul Klee und Arthur Dove an.

## Arbeiten (Auswahl)
- um 1913/14: Abstraktion (Seerosen), Pastell auf Papier; 99,7 × 74,3 cm; The Newark Museum, Newark
- um 1919/20: Brooklyn Bridge, Öl auf Leinwand, 215,3 × 194,6 cm, Yale University Art Gallery, New Haven, USA
- 1920: Marcel Duchamp, Zeichnung